# Las vidas de los más excelentes arquitectos, pintores y escultores italianos
Las vidas de los más excelentes arquitectos, pintores y escultores italianos (en italiano: Le vite de' più eccellenti pittori, scultori e architettori) es una obra escrita por el pintor y arquitecto italiano Giorgio Vasari que contiene una serie de biografías de los artistas italianos del siglo XVI. La primera edición fue publicada en 1550 en Florencia y la segunda edición el 1568, bajo el título de Le vite de' più eccellenti pittori, scultori e architettori, o simplemente Le vite. Es considerada «quizás la obra más famosa, e incluso actualmente la más leída entre la literatura antigua sobre arte», «una de las obras más influyentes sobre el arte del Renacimiento italiano» y «uno de los textos fundamentales de la historia del arte».

## Historia
Con Le vite, Vasari creó el género de las compilaciones biográficas de artistas que aún se escriben actualmente. Acuñó el término «Renacimiento» («Rinascita») en letra impresa, como conciencia del renacer de las artes que se daba desde la época de Leone Battista Alberti. Le vite fue editada por primera vez el año 1550 en Florencia, por Lorenzo Torrentino, y fue dedicada al Gran Duque Cosme I de Médici. Incluye un valioso tratado sobre técnicas artísticas. Fue parcialmente reescrita y ampliada el año 1568 y provista con grabados de retratos (algunos de ellos imaginarios).
La obra patentiza un permanente y notorio sesgo (preferencia) a favor de los artistas florentinos y tiende a atribuirles todo el desarrollo del arte renacentista, por ejemplo la invención del grabado. El arte veneciano en particular, es sistemáticamente obviado. Entre la primera y segunda edición, Vasari visitó Venecia y así, en la segunda, presta más atención al arte veneciano e incluye finalmente a Tiziano, pero sin mostrar un punto de vista neutral. John Symonds manifestaba el año 1899 que «Es obvio que Vasari a menudo escribía sin demasiado cuidado, confundiendo lugares y fechas, y sin preocuparse de verificar la verdad de sus afirmaciones». Aun cuando se mantiene actualmente este punto de vista, lo cierto es que Le vite continúa siendo hoy en día una de las fuentes básicas para el estudio del Renacimiento en Italia.
Las biografías están llenas de anécdotas, algunas de las cuales tienen un halo de autenticidad, otras parecen invenciones, y otras son ficciones genéricas, como en la que el joven Giotto pintaba una mosca sobre un cuadro de Cimabue y este maestro la intentaba repetidamente asustar, un cuento que recuerda una anécdota que se contaba del pintor griego Apeles. Vasari no investigó en archivos para obtener fechas correctas y, por ello, sus biografías más fiables corresponden a las de los pintores de su generación o los de la inmediatamente anterior. La crítica moderna, con los nuevos datos descubiertos por la investigación, ha corregido muchas de las fechas y atribuciones. No obstante la obra continúa considerándose un clásico.
Vasari incluyó un boceto autobiográfico de 42 páginas como final añadiendo también más detalles sobre él mismo y su familia en las vidas de Lazaro Vasari y Francesco Salviati.

## Influencia

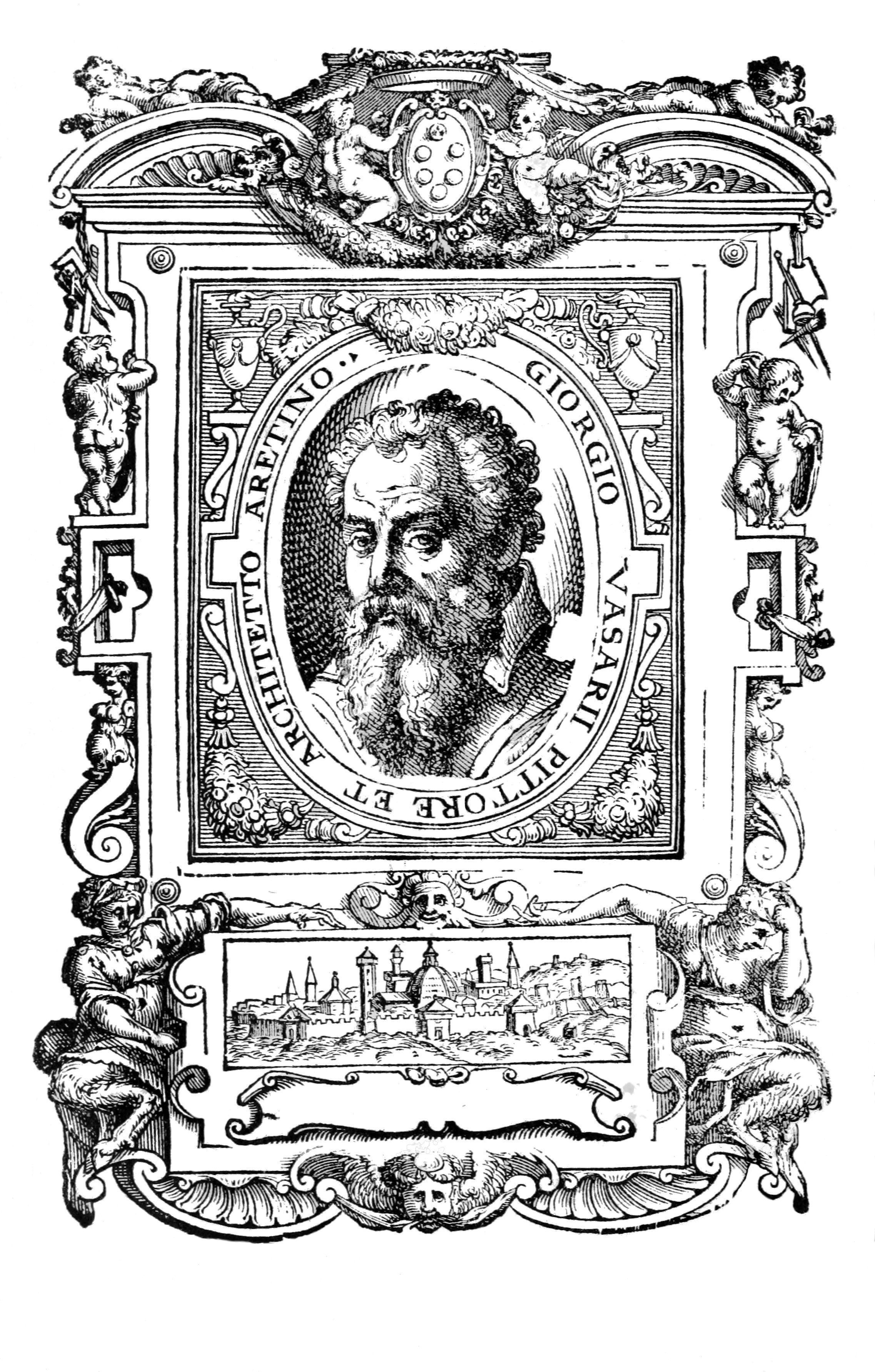
Grabado de Vasari en Le vite.

Le vite de Vasari ha sido calificada «con diferencia el texto más influyente para la historia del arte del Renacimiento» y «la obra más importante sobre biografías de artistas del Renacimiento». Su influencia se centra principalmente en tres aspectos: como un ejemplo para los biógrafos e historiadores de arte contemporáneos y posteriores, como visión del Renacimiento y del papel que Roma y Florencia ejercieron, y como una importante fuente de información sobre la vida y obra de los primeros artistas italianos.
Le vite ha sido traducida a varias lenguas parcialmente o por completo, como el inglés, neerlandés, alemán y francés.
La obra desencadenó una oleada de biografías de artistas. Muchas, principalmente durante el siglo XVII, fueron acreedoras del apodo del Vasari de su respectivo país. Karel van Mander en los Países Bajos fue probablemente el primero en emularlo con su obra Het Schilderboeck (Libro de los pintores) del año 1604, la primera lista general de biografías de pintores neerlandeses. Joachim von Sandrart (1606–1688), autor de Deutsche Akademie, fue conocido como el «Vasari alemán», y Antonio Palomino, autor de Las vidas de los pintores y estatuarios eminentes españoles (1724), fue conocido como el «Vasari español». En Inglaterra, la obra Painting Illustrated, de William Aglionby, del año 1685, también está fundamentalmente basada en la obra de Vasari.

### Visión del Renacimiento
Le vite ha sido fuente de discusiones sobre el desarrollo del estilo. Durante mucho tiempo influyó en la opinión que los historiadores del arte tenían sobre el Renacimiento inicial, poniendo énfasis en las conquistas artísticas de los artistas de Roma y Florencia, ignorando las de los venecianos y del resto de Europa.

### Como fuente de información
Finalmente, Le vite ha sido durante siglos la principal fuente de información sobre los pintores del temprano Renacimiento italiano (y especialmente toscano) y la atribución de sus obras. En 1899, un autor del prestigio, John Addington Symonds, empleó Le vite como una de las fuentes básicas para la descripción de los artistas en su obra de siete volúmenes Renaissance in Italy.
Actualmente, pese al obvio sesgo, continúa siendo la base de las biografías de numerosos artistas, como Leonardo da Vinci.

## La obra
Le vite contiene las biografías de muchos artistas italianos importantes, utilizándose como una clase de referencia clásica sobre sus nombres, que a veces presentan variaciones. La siguiente lista no respeta el orden del libro, que se divide en tres bloques. Empieza con una dedicatoria a Cosme I de Médici y un prefacio; continua con textos técnicos e históricos sobre arquitectura, escultura y pintura. Sigue un segundo prefacio, introduciendo las «Vidas».
Lista completa de la edición de 1568:

### Primera parte
- Dedicatoria a Cosme I de Médici de 1550
- Dedicatoria a Cosme I de Médici del 9 de enero de 1568
- Proemio de toda la obra
- Introducción a las tres artes del diseño: 35 capítulos dedicados a los aspectos técnicos y a textos de referencia para la arquitectura, escultura y pintura
- Carta de Giovambattista Adriani a Vasari sobre «i nomi e l'opere de' più eccellenti artefici antichi in pittura, in bronzo et in marmo» («los nombres y obras de los más excelentes artesanos antiguos de la pintura, el bronce y el mármol»)
- Proemio de las Vite

### Parte 2
- Cimabue
- Arnolfo di Lapo, con Bonanno
- Nicola Pisano
- Giovanni Pisano
- Andrea Tafi
- Gaddo Gaddi
- Margaritone
- Giotto, con Puccio Capanna
- Agostino y Agnolo
- Stefano y Ugolino
- Pietro Lorenzetti (Pietro Laurati)
- Andrea Pisano
- Buonamico Buffalmacco
- Ambrogio Lorenzetti (Ambruogio Laurati)
- Pietro Cavallini
- Simone Martini con Lippo Memmi
- Taddeo Gaddi
- Andrea Orcagna (Andrea di Cione)
- Tomasso Fiorentino
- Giovanni dal Ponte
- Agnolo Gaddi
- Berna Sanese (Barna da Siena)
- Duccio
- Antonio Viniziano (Antonio Veneziano)
- Jacopo di Casentino
- Spinello Aretino
- Gherardo Starnina
- Lippo
- Lorenzo Monaco
- Taddeo di Bartolo
- Lorenzo di Bicci

### Parte 3
- Jacopo della Quercia
- Niccolò Aretino (Niccolò di Piero Lamberti)
- Dello Delli (Dello di Niccolò Delli)
- Nanni di Banco
- Luca della Robbia
- Paolo Uccello
- Lorenzo Ghiberti
- Masolino da Panicale
- Parri Spinelli
- Masaccio
- Filippo Brunelleschi
- Donatello
- Michelozzo Michelozzi
- Antonio Filarete i Simone (Simone Ghini)
- Giuliano da Maiano
- Piero della Francesca
- Fra Angelico
- Leon Battista Alberti
- Lazaro Vasari
- Antonello da Messina
- Alessio Baldovinetti
- Vellano da Padova (Bartolomeo Bellano)
- Fra Filippo Lippi
- Paolo Romano, Mino del Reame, Chimenti Camicia y Baccio Pontelli
- Andrea del Castagno
- Domenico Veneziano
- Gentile da Fabriano
- Vittore Pisanello
- Pesello y Francesco Pesellino
- Benozzo Gozzoli
- Francesco di Giorgio y Vecchietta (Lorenzo di Pietro)
- Galasso Ferrarese
- Antonio Rossellino
- Bernardo Rossellino
- Desiderio da Settignano
- Mino da Fiesole
- Lorenzo Costa
- Ercole Ferrarese
- Jacopo Bellini
- Giovanni Bellini
- Gentile Bellini
- Cosimo Rosselli
- Il Cecca (Francesco d'Angelo)
- Don Bartolomeo Abbate di S. Clemente (Bartolomeo della Gatta)
- Domenico Ghirlandaio
- Antonio Pollaiuolo
- Piero Pollaiuolo
- Sandro Botticelli
- Benedetto da Maiano
- Andrea del Verrocchio
- Andrea Mantegna
- Filippino Lippi
- Bernardino Pinturicchio
- Francesco Francia
- Pietro Perugino
- Vittore Scarpaccia
- Iacopo detto l'Indaco (Jacopo Torni)
- Luca Signorelli

### Parte 4
- Leonardo da Vinci
- Giorgione da Castelfranco
- Antonio da Correggio
- Piero di Cosimo
- Donato Bramante (Bramante da Urbino)
- Fra Bartolomeo Di San Marco
- Mariotto Albertinelli
- Raffaellino del Garbo
- Pietro Torrigiano (Torrigiano)
- Giuliano da Sangallo
- Antonio da Sangallo
- Rafael
- Guillaume de Marcillat
- Simone del Pollaiolo (il Cronaca)
- Davide Ghirlandaio y Benedetto Ghirlandaio
- Domenico Puligo
- Andrea da Fiesole
- Vincenzo da San Gimignano y Timoteo da Urbino
- Andrea Sansovino (Andrea dal Monte Sansovino)
- Benedetto da Rovezzano
- Baccio da Montelupo y Raffaello da Montelupo
- Lorenzo di Credi
- Boccaccio Boccaccino (Boccaccino Cremonese)
- Lorenzetto
- Baldassare Peruzzi
- Pellegrino da Modena (Pellegrino Aretusi)
- Giovanni Francesco Penni
- Andrea del Sarto
- Francesco Granacci
- Baccio d'Agnolo
- Properzia de’ Rossi
- Alfonso Lombardi
- Michele Agnolo (Giovanni Angelo Montorsoli)
- Girolamo Santacroce
- Dosso Dossi y Battista Dossi (hermanos Dossi)
- Giovanni Antonio Licino
- Rosso Fiorentino
- Giovanni Antonio Sogliani
- Girolamo da Treviso (Girolamo Da Trevigi)
- Polidoro da Caravaggio y Maturino da Firenze (Maturino Fiorentino)
- Bartolommeo Ramenghi (Bartolomeo Da Bagnacavallo)
- Marco Calabrese
- Morto da Feltre
- Franciabigio
- Francesco Mazzola
- Jacopo Palma (Il Palma)
- Lorenzo Lotto
- Fra Giocondo
- Francesco Granacci
- Baccio d'Agnolo
- Valerio Vicentino (Valerio Belli), Giovanni da Castel Bolognese (Giovanni Bernardi) y Matteo dal Nasaro Veronese

### Parte 5
- Marcantonio Bolognese
- Antonio da Sangallo el Joven
- Giulio Romano
- Sebastiano del Piombo (Sebastiano Viniziano)
- Perino Del Vaga
- Giovann'Antonio Lappoli
- Niccolò Soggi
- Niccolò detto il Tribolo
- Pierino da Vinci
- Domenico Beccafumi
- Baccio Bandinelli
- Giuliano Bugiardini
- Cristofano Gherardi
- Jacopo da Pontormo
- Simone Mosca
- Girolamo Genga, Bartolomeo Genga y Giovanbatista San Marino (Giovanni Battista Belluzzi)
- Michele Sanmicheli
- Giovannantonio detto il Soddoma da Verzelli
- Bastiano detto Aristotile da San Gallo
- Garofalo y Girolamo da Carpi
- Ridolfo Ghirlandaio, Davide Ghirlandaio y Benedetto Ghirlandaio
- Giovanni da Udine
- Battista Franco
- Francesco Rustichi
- Fra' Giovann'Agnolo Montorsoli
- Francesco detto de' Salviati
- Daniello Ricciarelli da Volterra
- Taddeo Zucchero

### Parte 6
- Michelangelo Buonarroti
- Francesco Primaticcio
- Tiziano
- Jacopo Sansovino
- Lione Aretino (Leone Leoni)
- Giulio Clovio, miniaturista
- Bronzino
- Giorgio Vasari